# 宇治加賀掾
宇治 加賀掾（うじ かがのじょう、1635年（寛永12年）- 1711年3月9日（正徳元年1月21日））は、江戸時代前期から中期に活躍した浄瑠璃太夫である。本姓は徳田氏で、通称は太郎左衛門。号は竹翁。初名は初代宇治嘉太夫（後に賀太夫、加太夫と改名）。

## 人物
紀伊の宇治（現在の和歌山市）の生まれ。幼年期に製紙業を営んだ。1675年（延宝3年）、京都に出て、伊勢嶋宮内の名代で操芝居をはじめ、『虎遁世記』を語る。同じ浄瑠璃太夫の山本土佐掾（山本角太夫）と並び称され、1677年（延宝5年）12月、加賀掾宇治好澄を受領。加賀掾の浄瑠璃は、播磨掾の曲節に謡曲、平曲、幸若、流行唄などを加えた繊細優美なもので、近松門左衛門とともに浄瑠璃の品位向上にと当代化に貢献した。八行稽古本の創始者である。

## 主な作品
- 『暦』
- 『凱陣八島』
- 『世継蘇我』
- 『竹子集』
- 『牛若千人斬』